# Alpenexpress „Enzian“
Der Alpenexpress „Enzian“ (früher Grottenblitz) ist eine angetriebene Achterbahn (Powered Coaster) vom Modell Powered Coaster des Herstellers Mack Rides im Europa-Park in Rust. Sie steht im Themenbereich „Österreich“, wurde 1984 eröffnet und war die erste Achterbahn im Europa-Park. Der Beiname Enzian bezieht sich auf die gleichnamige Pflanzengattung, die in den Alpen vorzufinden ist. Die Attraktion wurde am 19. Juni 2023 durch einen Brand teilweise zerstört. Am 26. April 2024 wurde der Alpenexpress „Enzian“ wiedereröffnet.
Eine annähernd baugleiche Anlage steht seit 1985 als Grottenblitz im Heide Park Resort.

## Technische Daten
Der Alpenexpress „Enzian“ hat einen Zug, der mit zehn Wagen 38 Personen fassen kann (je vier Personen pro Wagen, zwei Personen pro Reihe, der erste Wagen ist als Lok gestaltet und fasst nur zwei Personen). In jedem Wagen befindet sich ein Elektromotor, der mittels Schleifkontakten Drehstrom aus zwischen den Schienen befindlichen Kontaktschienen entnimmt. Die Elektromotoren treiben Räder an, die auf einer Laufschiene neben den Kontaktschienen fahren und so den Zug beschleunigen oder abbremsen. Die Länge beträgt 264 Meter und die Geschwindigkeit rund 45 km/h. Er hat eine Kapazität von 1050 Personen pro Stunde und eine Fahrtzeit von 1:40 min.

## Fahrtbeschreibung
Die Streckenverläufe sowohl von der ursprünglichen, als auch von der neu erbauten Achterbahn sind nahezu identisch. Die Fahrt beginnt mit einer Rechtskurve aus der Station heraus. Es schließt sich eine linkswärts führende Helix an. Bei der ursprünglichen Achterbahn fuhr die Schiene anschließend in die „Zauberwelt der Diamanten“, einer künstlichen Höhle mit märchenhafter Minenthematisierung, durch die unter anderem auch die Tiroler Wildwasserbahn fuhr. Bei der neu errichteten Anlage fehlt diese Höhle. Stattdessen befinden sich hier Schluchten. Die Bahn durchfährt hier nun eine rechtsgerichtete Helix. Bei der ursprünglichen Achterbahn fuhr man am Ende der Helix an einem plötzlich aufkommenden Feuerball vorbei und kam wieder aus der Höhle heraus. Nach einer etwas längeren Geraden geht es in einer Rechtskurve unter der großen Abfahrt der Tiroler Wildwasserbahn hindurch wieder in die Station. Normalerweise werden zwei Runden gefahren, so dass man auch durch die Station fährt. Je nach Besucherandrang werden auch drei Runden gefahren.

## VR-Ride
Mithilfe eines optional erhältlichen VR-Headsets ist es möglich, ein Virtual-Reality-Ride-Abenteuer zu erleben. Hierbei durchfährt man futuristische Welten mit Ed Euromaus und seinen Freunden, während gleichzeitig die reale Achterbahnfahrt, also Fahrtwind, Fliehkräfte und Kurven spürbar bleiben. Da die virtuelle Fahrten – also Beschleunigung, Kurven, Auf- und Abfahrten – genau auf die tatsächliche Fahrt abgestimmt sind, entsteht so der Eindruck eines Fluges durch eine künstliche Fantasiewelt. Der Alpenexpress VR-Ride ist weltweit die erste Achterbahn kombiniert mit VR-Technologie und wurde von MackMedia entwickelt.

## Brand am 19. Juni 2023
Am 19. Juni 2023 brach im Europa-Park ein Feuer aus und zerstörte Teile des österreichischen und des spanischen Themenbereichs. Dabei wurde der Alpenexpress zusammen mit der Zauberwelt der Diamanten und der Tiroler Wildwasserbahn schwer beschädigt. 2024 eröffneten die Attraktionen wieder, allerdings fährt der Alpenexpress seit dem Wiederaufbau nicht mehr durch eine Höhle, sondern durch eine Schlucht.

## Videos
- Onride Alpenexpress (Offizielles Onridevideo der Bahn von 1984 auf VEEJOY)
- Onride Alpenexpress „Enzian“ 2024 (Offizielles Onridevideo auf VEEJOY)